# Convenció de 28 de juliol de 1951 relativa a l'estatut dels refugiats

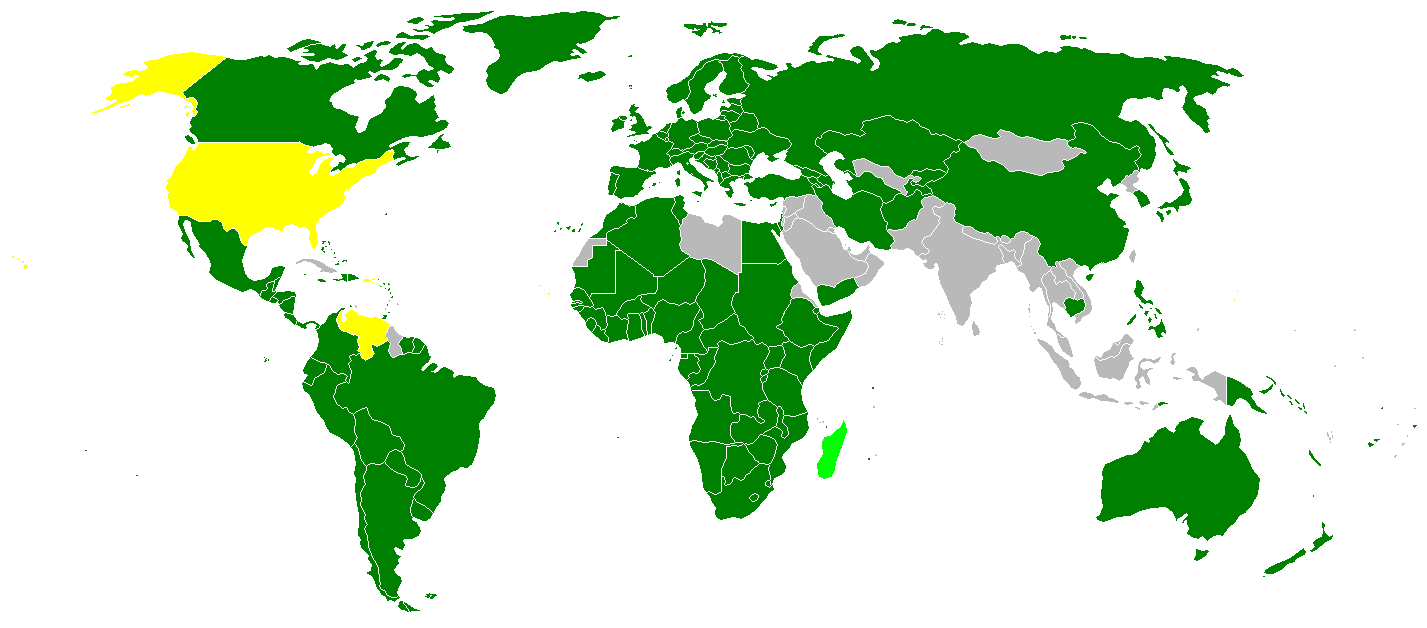
Participants en la Convenció sobre l'Estatut dels Refugiats:
Participants en la Conferència de 1951
Participants en els Protocols de 1967
Participants en ambdós tractats
No hi han participat

La Convenció de 28 de juliol de 1951 relativa a l'estatut dels refugiats és una convenció internacional que defineix qui és un refugiat, estableix les regles aplicables als individus als quals es garanteix el dret d'asil i les responsabilitats dels Estats que garanteixen l'asil. La Convenció també determina quines persones no es consideren com a refugiades, tals com criminals de guerra. La Convenció també assegura (preveu) alguns viatges sense visat per als qui porten documents de viatge, conforme amb la Convenció.

## Història
La convenció va ser aprovada durant una conferència especial de les Nacions Unides el 28 de juliol de 1951. Inicialment es limitava a protegir els refugiats europeus després de la Segona Guerra Mundial, però el Protocol sobre l'Estatut dels Refugiats de 1967 va modificar les restriccions geogràfiques i de temps, expandint l'abast de la convenció. Com la convenció va ser aprovada a Ginebra, sovint aquesta convenció és coneguda com la "convenció de Ginebra", encara que aquesta no és una de les convencions de Ginebra que tracten expressament del comportament acceptable en temps de guerra.
Dinamarca va ser el primer estat a ratificar el tractat (el 4 de desembre de 1952) i ara hi ha 147 signataris pels dos tractats, la convenció i el protocol.

## Definició de refugiat
L'Article 1 de la convenció esmenada pel Protocol de 1967 proveeix la definició de refugiat:
"Una persona que, a causa d'una por fundada de ser perseguida per raons de raça, religió, nacionalitat, pertinença a un grup social o d'opinió política en particular, es troba fora del seu país de naixement i és incapaç, o, a causa de tal por, no està disposada a servir-se de la protecció d'aquell país; o de qui, per no tenir nacionalitat i estar fora del país de la seva antiga residència habitual com a resultat de tals esdeveniments, és incapaç, a causa de tal por, d'estar disposat a tornar-hi..."

### Definicions addicionals basades en la Convenció
Després de la Convenció de 1951 molts grups han intentat crear una definició més objectiva. Mentre que els seus termes difereixen als de la Convenció de 1951, la Convenció n'ha acceptat noves definicions, més objectives. L'Organització de la Unitat Africana (OUA) que regula els aspectes propis dels problemes dels refugiats a l'Àfrica, aprovà un tractat regional sobre la base de la Convenció, afegint a la definició que un refugiat és: 
Tota persona obligada a deixar el seu país a causa de les agressions externes, ocupació, dominació estrangera o esdeveniments que pertorbin greument l'ordre públic en una part o la totalitat del seu país d'origen o nacionalitat.
El 1984, un grup de governs llatinoamericans van adoptar la Declaració de Cartagena, que igual que la Convenció de l'OUA va afegir més objectivitat basada en la consideració important a la Convenció de 1951. La Declaració de Cartagena determinar que un "refugiat" inclou:
Les persones que fugen dels seus països perquè la seva vida, seguretat o llibertat han estat amenaçades per violència generalitzada, agressió estrangera, conflictes interns, violació massiva dels drets humans o d'altres circumstàncies que hagin pertorbat greument l'ordre públic

## Responsabilitats dels estats participants en la Convenció sobre els Refugiats
En el principi general del dret internacional, els tractats en vigor obliguen les parts i han de ser complerts de bona fe. Els països que han ratificat la Convenció sobre els refugiats estan obligats a protegir els refugiats que es troben en el seu territori, de conformitat amb els seus termes.
Hi ha una sèrie de disposicions que els Estats signants de la Convenció sobre els Refugiats i el Protocol de 1967 han de complir. Entre ells es troben:
- Cooperació amb l'ACNUR: Segons l'article 35 de la Convenció sobre els Refugiats i l'article II del Protocol de 1967, els Estats convenen a cooperar amb l'ACNUR en l'exercici de les seves funcions i ajudar l'ACNUR a supervisar l'aplicació de les disposicions de la Convenció.[1]
- Informació sobre legislació nacional: els signataris del Conveni han d'informar al Secretari General de les Nacions Unides sobre les lleis i reglaments que adoptin per a garantir l'aplicació de la Convenció.[1]
- Exempció de Reciprocitat: El concepte de reciprocitat en el qual, d'acord amb la llei del país, la concessió d'un dret a un estranger està subjecta a la concessió d'un tracte similar al país d'origen no s'aplica als refugiats. Aquest concepte no s'aplica als refugiats perquè els refugiats no gaudeixen de la protecció del seu Estat d'origen.[1]

## Innocència dels refugiats il·legals que entren al país de refugi
Un refugiat té dret a estar lliures de les penes relatives a la il·legalitat de la seva entrada o presència dins d'un país, si es pot demostrar que havien actuat de bona fe - és a dir, si el refugiat creu que hi havia causa suficient per a la seva entrada il·legal, o sia, per a escapar de les amenaces a la seva vida o la seva llibertat, i si declara la seva presència amb rapidesa. Aquest dret està protegit en l'article 31:
"Els estats signants no imposaran sancions penals, per causa de la seva entrada o presència il·legal, als refugiats que, arribant directament del territori on es va veure amenaçada la seva vida o la seva llibertat en el sentit de l'article 1, hagin entrat o es trobin en el seu territori sense autorització, sempre que es presentin sense demora a les autoritats i al·leguin causa justificada de la seva entrada o presència il·legal. (article 31, (1))

## El principi de no devolució
El dret dels refugiats a protecció contra el retorn a la força o devolució, s'estableix en la Convenció sobre l'Estatut dels Refugiats:
"Cap Estat signatari podrà expulsar o retornar ("refoulement") al refugiat de cap manera a les fronteres de territoris on la seva vida o la seva llibertat perilli per causa de la seva raça, religió, nacionalitat, pertinença a un grup social o opinió política particular, "(article 33 (1)).
És àmpliament acceptat que la prohibició de devolució forma part del dret consuetudinari internacional. Això significa que fins i tot els Estats que no han signat la Convenció de Refugiats de 1951 han de respectar el principi de no devolució. Per tant, els Estats estan obligats en virtut de la Convenció i en virtut del dret consuetudinari internacional consuetudinari a respectar el principi de no devolució. Sempre que aquest principi es vegi amenaçada, l'ACNUR pot respondre en intervenir davant les autoritats competents, i si ho considera necessari, informar al públic.